# Saint-Pierre-du-Lorouër
Saint-Pierre-du-Lorouër è un comune francese di 379 abitanti situato nel dipartimento della Sarthe nella regione dei Paesi della Loira.

## Società

### Evoluzione demografica
Abitanti censiti